# قدسی کاشانی
قدسی متصدیان (زاده ۱۳۲۷ در تهران)، با نام هنری قدسی کاشانی، بازیگر سینمای اهل ایران است.

## بخشی از فیلم‌شناسی
از فیلم‌هایی که وی در آن نقش داشته‌است می‌توان به آثار زیر اشاره کرد.
- ۱۳۳۹ - شد شد، نشد نشد
- ۱۳۴۲ - جدال به خاطر عشق
- ۱۳۴۲ - طلاق
- ۱۳۴۳ - ضربت
- ۱۳۴۴ - زشت و زیبا